# Juan Delgado (chilijski piłkarz)
Juan Antonio Delgado Baeza (ur. 5 marca 1993 w Chillán) – chilijski piłkarz występujący na pozycji prawego skrzydłowego w portugalskim Paços de Ferreira.